# Nowa Irlandia
Nowa Irlandia (ang. New Ireland, tok pisin Niu Ailan) – duża wyspa w Archipelagu Bismarcka, w południowo-zachodniej części Oceanu Spokojnego, należąca administracyjnie do Papui-Nowej Gwinei. Jej południowe wybrzeża leżą nad Morzem Bismarcka, zaś północne nad otwartym Oceanem Spokojnym. Wraz z pobliskimi, mniejszymi wyspami należy do prowincji Nowa Irlandia.

## Demografia
W 2011 roku Nowa Irlandia liczyła około 122 tysięcy mieszkańców. Ludność stanowią głównie Melanezyjczycy i Papuasi. Większość mieszkańców zamieszkuje północną część wyspy, tam też znajduje się największe miasto – Kavieng, będące także największym portem wyspy.

## Gospodarka
Ludność zajmuje się głównie uprawą palmy kokosowej, bananów, kakaowca oraz rybołówstwem. Rozwinięta produkcja kopry, oleju palmowego i kauczuku naturalnego.

## Geografia
Nowa Irlandia leży na północ od wyspy Nowa Brytania, wyspy te rozdziela Cieśnina Świętego Jerzego.
Wyspa zajmuje powierzchnię 8651 km². Rozciąga się na około 350 km w kierunku południowo-wschodnim, lecz jest bardzo wąska – w najszerszym miejscu na południu mierzy 48 km, zaś węższa północno-zachodnia jej część ma od 8 do 24 km szerokości.
Jest to górzysta wyspa, zwłaszcza na południu, gdzie góry Rossel Mountains wznoszą się na ponad 2150 m n.p.m.
Panuje tu klimat gorący wilgotny. Na wyspie występują gęste lasy równikowe.

## Historia
Najstarsze ślady obecności człowieka na wyspie pochodzą sprzed około 30 tysięcy lat. Brzegi wyspy dostrzegł w 1616 holenderski żeglarz Jacob Le Maire, lecz sądził on, że jest to część większego lądu, obejmującego Nową Brytanię i Nową Gwineę. Dopiero w 1767 brytyjski podróżnik Philip Carteret odkrył Cieśninę Świętego Jerzego, a wyspę nazwał Nova Hibernia (łacińska nazwa Nowej Irlandii).
W 1880 podjęto nieudaną próbę zasiedlenia wyspy przez Europejczyków. W 1884 wyspę zajęli Niemcy jako część protektoratu Nowej Gwinei Niemieckiej, zaś nazwę zmieniono na Neu-Mecklenburg. Po I wojnie światowej jako terytorium mandatowe wyspa przeszła pod administrację australijską. Podczas II wojny światowej od 1942 znajdowała się pod okupacją japońską. Po wojnie stanowiła część terytorium powierniczego Nowej Gwinei Australijskiej. Od 1975 jest częścią niepodległej Papui-Nowej Gwinei.